# قشلة مخمور
قشلة مخمور، وهو مبنى يقع في وسط مدينة مخمور التابعة لمحافظة أربيل في منطقة كردستان العراق، وقد بنيت في عهد الدولة العثمانية من مادة الحجر عام 1907م، واستخدمت للاغراض العسكرية للجيش العثماني، وهي مؤلفة من طابقين، وتم ترميمها عام 2007م، من قبل مديرية آثار أربيل، وتبلغ مساحتها 888 متر مربع.
وبنيت وأسست القشلة حسب الأوامر السلطانية العثمانية، وكلمة القشلة هي كلمة من اللغة التركية تعني المكان الذي يمكث فيه الجنود بالشتاء، وهي تعني المشتى أي المكان الذي يقي الإنسان من تقلّبات الجوّ، ثم خصّصت لاقامة الجنود وقت السلم، أي ما معناه الثكنة العسكرية أو المعسكر كما يطلق عليه الآن.
وهذه الثكنة أحتضنت في داخلها آنذاك الجنود والإداريين والمسؤولين عنهم ومخازنهم ومستودعاتهم، حيث كانت دائرة مدنية عسكرية في الدولة العثمانية.